# Sint-Michielscollege (Bree)

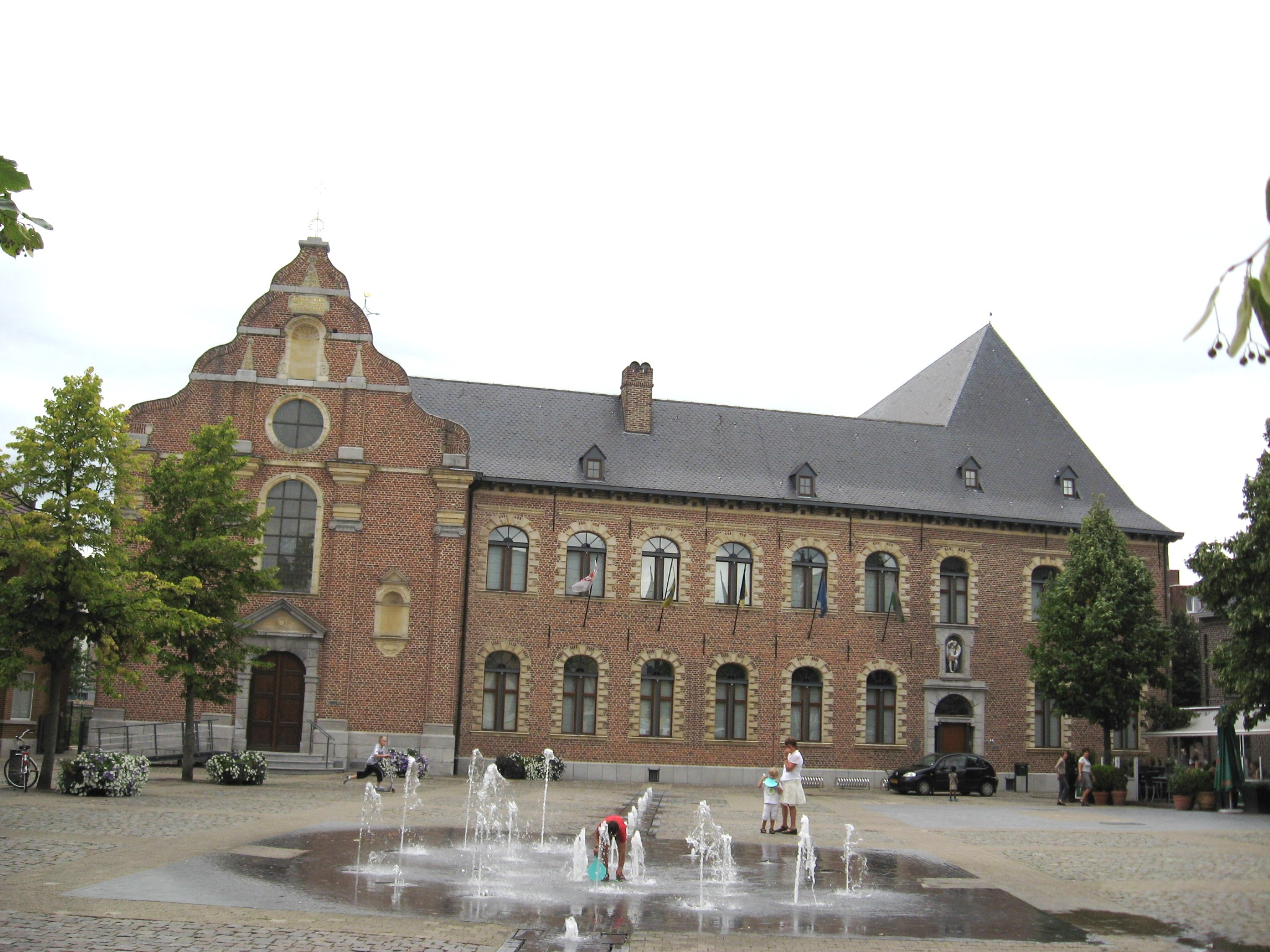
Het Sint-Michielscollege en huidig stadhuis van Bree

Het Sint-Michielscollege is een voormalig Augustijnenklooster in de Belgisch-Limburgse stad Bree dat sedert 2004 in gebruik is als stadhuis. Het centraal in de stadskern gelegen gebouw is uitgevoerd in de stijl van de Luikse barok met kenmerken van de Maaslandse renaissance.

## Geschiedenis
Het voormalig klooster werd gebouwd door de paters Augustijnen. Financieel kregen ze steun van baron Gerard van Huls die zijn naam verlatiniseerde tot Gerardus de Taxis. Zijn familie was afkomstig uit Bree. Hij maakte fortuin als officier in het Oostenrijks leger tijdens de Dertigjarige Oorlog.

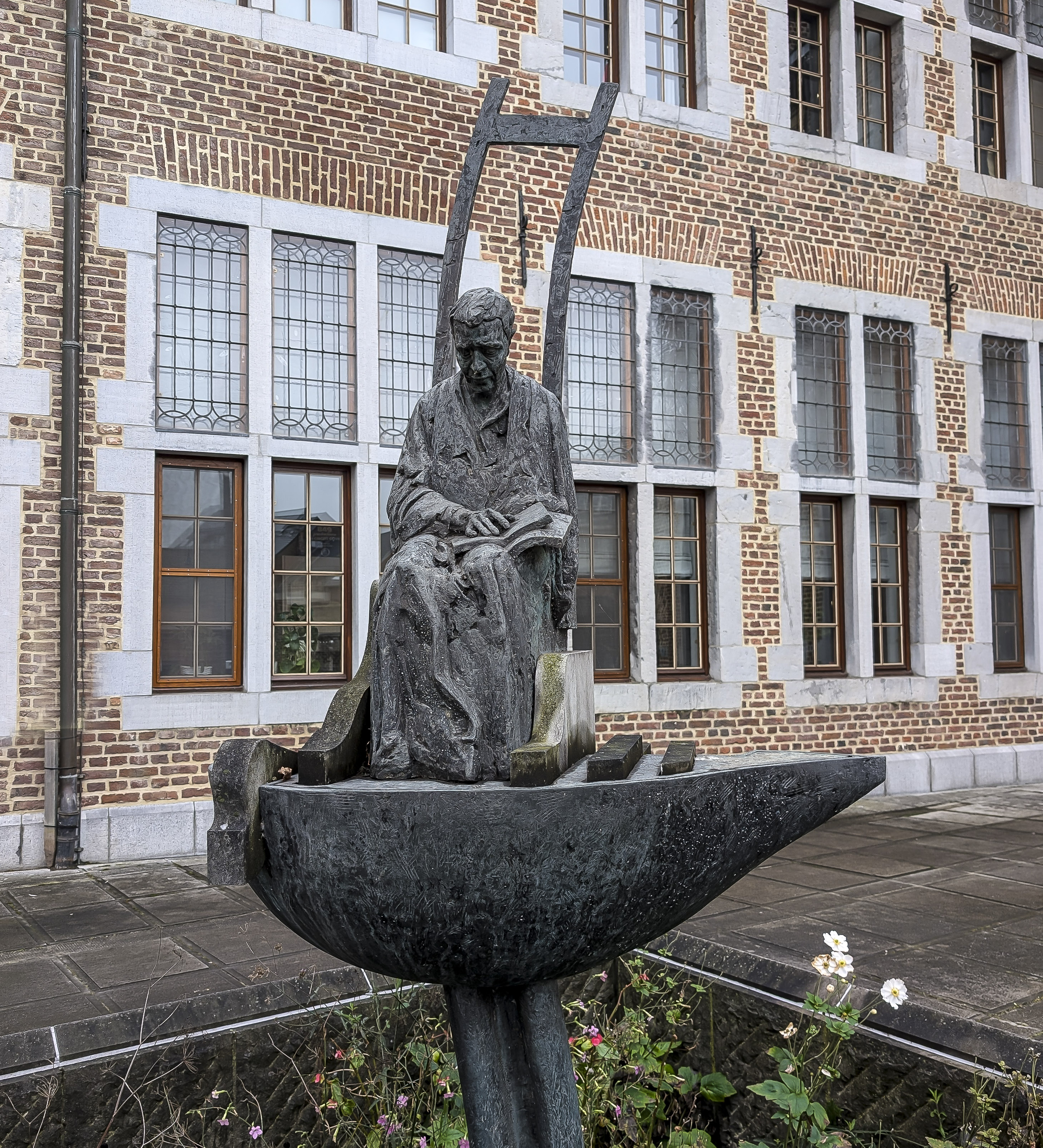
De augustijn van Liberte Stoffels bij het voormalige Augustijnenklooster

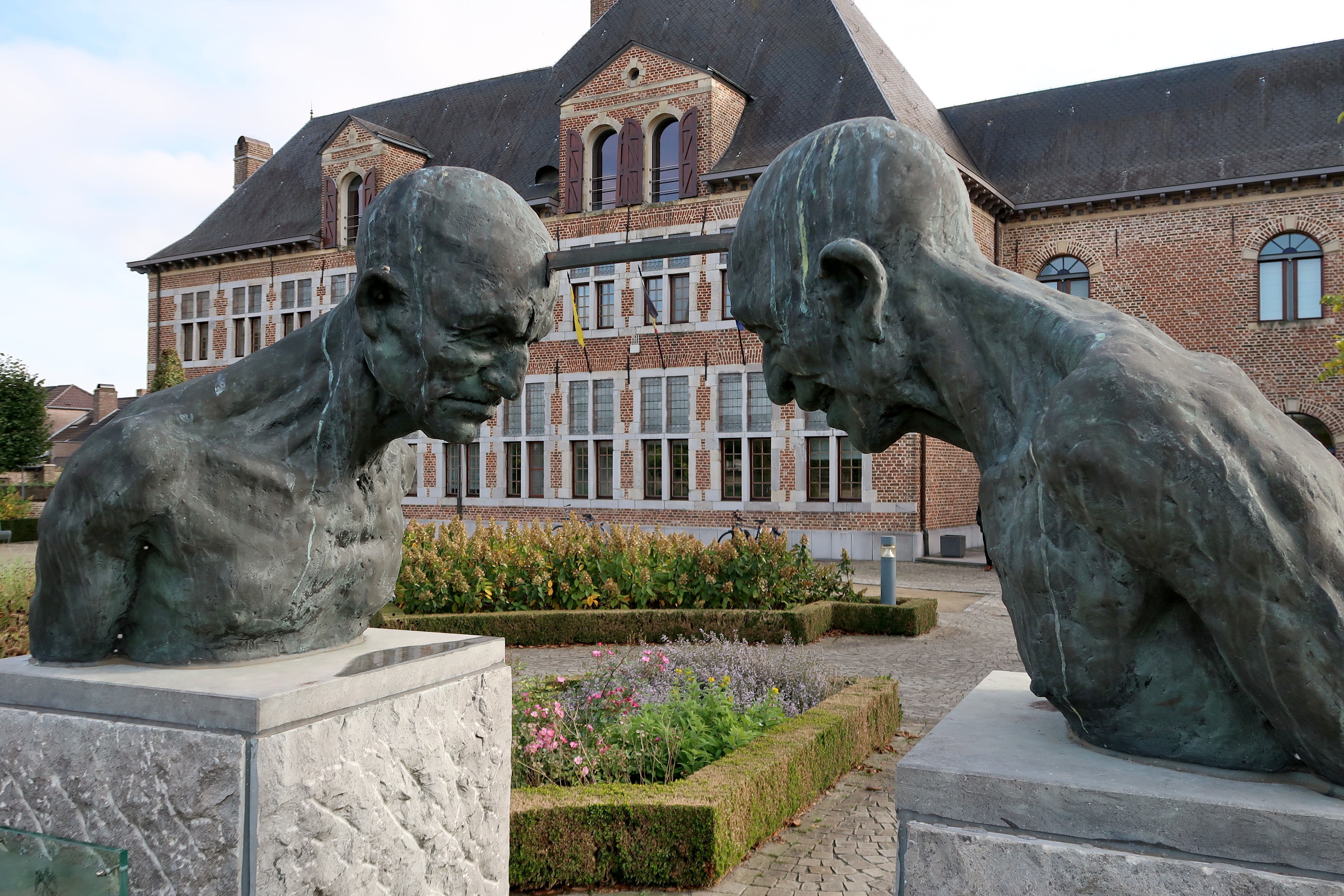
Sculptuur Breese Voet van Ronald Rens in de tuin van het voormalige Augustijnenklooster

De eerstesteenlegging dateert van 7 september 1657. Boven de kapeldeur staat in de sluitsteen het jaartal 1717 en in het chronogram in de geveltop staat 1718. Het zijn de jaartallen waarin de barokke kapel voltooid en gewijd werd. De kapel is gewijd aan de H. Nicolaas van Tolentijn. De kloostergangen dateren uit de periode 1710 - 1712. De kloostergangen en vooral de barokke kapel vormen een stijlbreuk met het hoofdgebouw in Maasstijl.
In 1797 werd het klooster door de Fransen opgeheven; de gebouwen werden geconfisqueerd en in gebruik genomen als kazerne en stadsmagazijn. Onder het Hollands bewind werd het klooster eigendom van de gemeente. Van 1865 tot 1874 was het stadscollege. In 1874 werd er een rijksmiddelbare school in ondergebracht, die in 1884 werd afgeschaft. Einde 19de eeuw kocht de bisschop van Luik de gebouwen en maakte er het Sint-Michielscollege van. In 1992 kreeg de stad Bree voor 75 jaar een erfpacht op het gebouw.
Onderaan de ingangsdeur aan het Vrijthof staat een datumsteen met het jaartal 1948. In dat en de daaropvolgende jaren werd de gevel aan het Vrijthof grondig verbouwd en werd vooral het interieur van het klooster aangepast aan de noden van een moderne school annex verblijven voor priesterleraars en conciërgewoning. Op de oude speelplaats werden klaslokalen en een turnzaal bijgebouwd.
Bij de restauratie werden alle aan- en bijbouwsels van na 1796 afgebroken. Het gebouw werd teruggebracht tot zijn historische essentie: het augustijnenklooster. Nieuwe architecturale elementen, vreemd aan het oorspronkelijke klooster, werden in hoek van 10° op de bestaande aslijnen gezet zodat er altijd een onderscheid is tussen authentiek en nieuwbouw.

## Huidige functie
Sinds oktober 2004 is het in gebruik als stadhuis, en biedt het plaats aan de stedelijke administratie, gemeenteraad en contactruimte voor bezoekers. Het is toegankelijk via het Vrijthof, of langs de kleine ring, ook Witte Torenwal. Daar kan men de nieuw aangelegde tuin bewonderen, voordat men binnen in de vroegere binnenkoer, nu onder een glazen dak (geïnspireerd door het Vlaamse Parlement in Brussel) een rondgang kan maken.
Wetenswaardig is dat dit het vierde stadhuis is van de stad Bree. In 1969 werd een "glazen huis" aan de Grauwe Torenwal ingehuldigd als derde stadhuis (sinds april 2010 zijn er het vredegerecht en de diensten van het Ministerie van Financiën gehuisvest). Het tweede stadhuis of Oud stadhuis, (uit 1591) is te vinden aan Markt 2. Ook dit had een voorganger, het Gewandthuis aan het Vrijthof.